# گاورنر استون (قایق دودگلی)
گاورنر استون(قایق دودگلی) (به انگلیسی: Governor Stone (schooner)) یک کشتی است که طول آن ۳۹٫۰ فوت (۱۱٫۹ متر) می‌باشد.